# Bryobiota bicolor
Bryobiota bicolor är en skalbaggsart som först beskrevs av Thomas Casey 1885.  Bryobiota bicolor ingår i släktet Bryobiota och familjen kortvingar. Inga underarter finns listade i Catalogue of Life.